# Wandsbeker Industriebahn V 6
Die Schmalspurdiesellokomotive Wandsbeker Industriebahn 6 gehört zur Typenreihe KHD A6M 420 R von KHD. Sie ist die einzig bekannte Maschine dieser Typenreihe, die für die Meterspur gefertigt wurde.
Die Lokomotive versah den Rangierdienst mit Rollwagen bei der Industriebahn bis zur Betriebseinstellung 1966. 1967 wurde sie verschrottet.

## Geschichte
Um die von der Lübeck-Büchener Eisenbahn angelieferten Güterwagen im Gebiet von Hamburg-Wandsbek zu verteilen, beschaffte die Wandsbeker Industriebahn 1941 diese Diesellokomotive. Sie war von der Typenreihe KHD A6M 420 R Bauart B für die Meterspur abgeleitet.
Nach dem Zweiten Weltkrieg wurde sie mit einem stärkeren Motor ausgerüstet. 1957 war bei ihr ein Bruch der Blindwelle zu verzeichnen. Nach der Lieferung der Lokomotiven Wandsbeker Industriebahn 2 und 3 blieb sie im Einsatz. Nach der 1966 erfolgten Einstellung der Wandsbeker Industriebahn wurde sie abgestellt und 1967 verschrottet.

## Technik
Die Lokomotive besaß einen Maschinenvorbau und ein dahinter befindliches Führerhaus. Die Kraftübertragung erfolgte durch Stangenantrieb, wobei die Blindwelle als Getriebeabgangswelle anders als bei der Normalspurvariante hinter den Antriebsrädern unter dem Führerhaus gelagert war. Eine Treibstange trieb die vordere Achse der Lok an, beide Achsen waren mit Kuppelstangen verbunden. 
Die Lokomotiven besaß einen schnelllaufenden Sechszylinder-Viertakt-Dieselmotor von KHD, dem nach einer Einscheibentrockenkupplung ein öldruckbetätigtes Wechselgetriebe mit Wendegetriebe folgte. Nach dem Zweiten Weltkrieg wurde der Motor gegen einen von MAN getauscht, der mit Druckluft angelassen wurde. 
Sie besaß ein geräumiges Führerhaus mit großen Fenstern. Sie besaß eine Öldruckbremse zum Abbremsen aller Lokräder mittels Bremsklötzen sowie eine Feststellbremse.